# Креедиевые
Креедиевые (лат. Creediidae) — семейство морских лучепёрых рыб из отряда драконообразных. Ранее включалось в отряд окунеобразных. Морские донные рыбы. Распространены в прибрежных водах Индийского и западной части Тихого океана. Максимальная длина тела представителей разных видов не превышает 8 см.

## Описание
Нижняя челюсть окаймлена рядом кожных выростов. Симфиз нижней челюсти с направленным вверх шишковидным выростом. Рыло мясистое, выступающее вперёд от нижней челюсти. Боковая линия изогнутая, спускается к брюшной поверхности постепенно или резко. Чешуйки в боковой линии часто с трехлопастными задними расширениями, за исключением самых передних чешуек. У нескольких видов чешуя на теле отсутствует, за исключением чешуй боковой линии, которая всегда присутствует. Один сплошной спинной плавник с 12—43 неразветвлёнными мягкими лучами. Брюшные плавники расположены очень близко друг к другу, похожи по форме на перевернутую чашу, с 3—5 мягкими лучами. Роговица в месте соединения с кожей складчатая. Слегка выпученные глаза. Жаберная крышка очень сильно расщеплённая или бахромчатая.

## Классификация
В состав семейства включают 8 родов с 19 видами:
- Apodocreedia — Аподокреедии
- Chalixodytes — Халиксодитесы
- Creedia — Креедии
- Crystallodytes — Кристаллодиты
- Limnichthys — Лимнихты
- Myopsaron
- Schizochirus — Шизохиры
- Tewara — Тевары